# 本山駅 (香川県)
本山駅（もとやまえき）は、香川県三豊市豊中町岡本にある四国旅客鉄道（JR四国）予讃線の駅。駅番号はY18。現在は普通列車のみが停車する。無人駅。

## 歴史
計画段階では、上高瀬駅（現在の高瀬駅）の北方より、現在の国道11号線に近い経路を通り旧本山村寺家の本山寺の近くに開設される予定であったが、地元民の反対により路線が西方に変更され、旧桑山村岡本に開設された。そのため当時、駅名争いがおこったという。

### 年表
- 1913年（大正2年）12月20日：開業[2]。
- 1970年（昭和45年）6月1日：貨物取扱廃止[2]。
- 1971年（昭和46年）11月8日：業務委託駅となる[5]。
- 1984年（昭和59年）2月1日：荷物扱いを廃止し、停留所化[2]。駅員無配置駅となる[6][7]。
- 1987年（昭和62年）
  - 2月15日：職員を1人配置し、売店を併設した直営駅に戻る[6]。
  - 4月1日：国鉄分割民営化により、JR四国の駅となる[2]。
- 2010年（平成22年）10月1日：無人化[3]。

### 備考
- 1961年10月ダイヤ改正（サンロクトオ）の時点では、上り準急「せと」が停車していた[8]。その後、停車する列車や種別（準急から急行へ）の変更を伴いながら上り1本の停車は継続したが[9]、1968年10月ダイヤ改正（ヨンサントオ）時点で急行の停車はなくなっている[10]。
- 大雨のたびに不通になり、「水の本山」と呼ばれたが、1965年（昭和40年）の水害の後、線路とホームが嵩上げされた[要出典]。

## 駅構造
島式ホーム1面2線を有する地上駅。1番線が上下副本線、2番線が上下本線（一線スルー）となっている。 交換列車が無いときは列車種別に関係なく2番線に入線する。ポイントは弾性ポイントで、在来線で最初に設置され、160km/hで通過した実績がある。旧貨物ホームは、保線用に利用されている。
駅舎内には、オレンジカード未対応の自動券売機が設置され、また「駅のうどんや」といううどん屋があったが現在は営業停止となっている。駅舎の隣に汲み取り式のトイレが設置されている。
以前は鉄道弘済会の売店があったが、廃止された。

### のりば
| のりば | 路線    | 方向 | 行先                         |
| ------ | ------- | ---- | ---------------------------- |
| 1・2   | ■予讃線 | 下り | 観音寺・伊予三島・新居浜方面 |
| 1・2   | ■予讃線 | 上り | 多度津・高松・岡山方面       |

- 以前は平日の午前中のみ駅員が配置されていたが[要出典]、無人化された。

## 利用状況
1日平均の乗車人員は以下の通り。
| 乗車人員推移 | 乗車人員推移 | 乗車人員推移 |
| 年度         | 1日平均人数  | 出典         |
| ------------ | ------------ | ------------ |
| 2004年       | 237          | [ 13 ]       |
| 2005年       | 246          | [ 13 ]       |
| 2006年       | 237          | [ 13 ]       |
| 2007年       | 238          | [ 13 ]       |
| 2008年       | 266          | [ 13 ]       |
| 2009年       | 254          | [ 14 ]       |
| 2010年       | 260          | [ 14 ]       |
| 2011年       | 270          | [ 14 ]       |
| 2012年       | 273          | [ 14 ]       |
| 2013年       | 264          | [ 14 ]       |
| 2014年       | 276          | [ 15 ]       |
| 2015年       | 277          | [ 15 ]       |
| 2016年       | 281          | [ 15 ]       |
| 2017年       | 272          | [ 15 ]       |
| 2018年       | 262          | [ 15 ]       |
| 2019年       | 268          | [ 16 ]       |

## 駅周辺
- 本山寺 - 四国霊場70番札所
- 不動滝
- 三豊市役所豊中庁舎（旧豊中町役場を流用。三豊市発足時は本庁舎だったが、現在は旧高瀬町役場を本庁舎として使用）
- ゆめタウン三豊

新市役所建設予定地として旧豊中町が購入した（購入時に残存していた建物に合併協議会の事務局が入居していた）が、平成18年12月議会において本庁舎の位置を定める条例の改正により庁舎として使われることはなくなった。代わってゆめタウン三豊の建設が決まり、2008年（平成20年）11月11日に開業した。
- 香川県立笠田高等学校
- 香川県農業協同組合豊中支店
- 本山郵便局

### バス路線
- 三豊市コミュニティバス 財田観音寺線

戦前は、琴平行きバスの始発駅だった。

## 隣の駅
四国旅客鉄道（JR四国）
■予讃線
■快速「サンポート」・■普通
比地大駅 (Y17) - 本山駅 (Y18) - 観音寺駅 (Y19)